# Казахстансько-туркменістанський кордон
Казахстансько-туркменістанський кордон — державний кордон, що проходить між двома азійськими країнами, Казахстаном з півночі та Туркменістаном з півдня.
Загальна протяжність кордону — 379 км.

## Історія
На початку 1960-их років вищим керівництвом СРСР проводилась політика по зменшенню території Казахської РСР шляхом відокремлення та передачі окремих земель до сусідніх республік. Так, на крайньому півдні було передано до складу Узбецької РСР значна площа земель Голодного степу, на півночі планувалось створити Цілинний край з подальшою його передачею до складу РРФСР.Ще однією ідеєю було передача півострова Мангишлак. Існує дві версії цього питання, за однією з яких півострів мали передати до складу Азербайджанської РСР, так як азербайджанці найкраще знались на технологіях нафтовидобутку. Згідно з іншою версією, Мангишлак мав би перейти до складу Туркменської РСР, мотивуючи це тим, що туркмени краще впоралися б із нафтовидобутком на півострові. На той час першим секретарем ЦК Казахської КП був Дінмухамед Кунаєв, який був противником усіх починань Микити Хрущова по зменшенню території Казахської РСР. Саме йому, а також голові Верховної ради Казахської РСР, Жумабеку Ташенєву, завдячують сучасні кордони Казахстану. Щодо Мангишлаку, то підтримку Кунаєву озвучив і міністр геології СРСР Олександр Сидоренко, який зміг довести, що казахи у змозі самостійно видобувати нафту.